# Arqueología subacuática

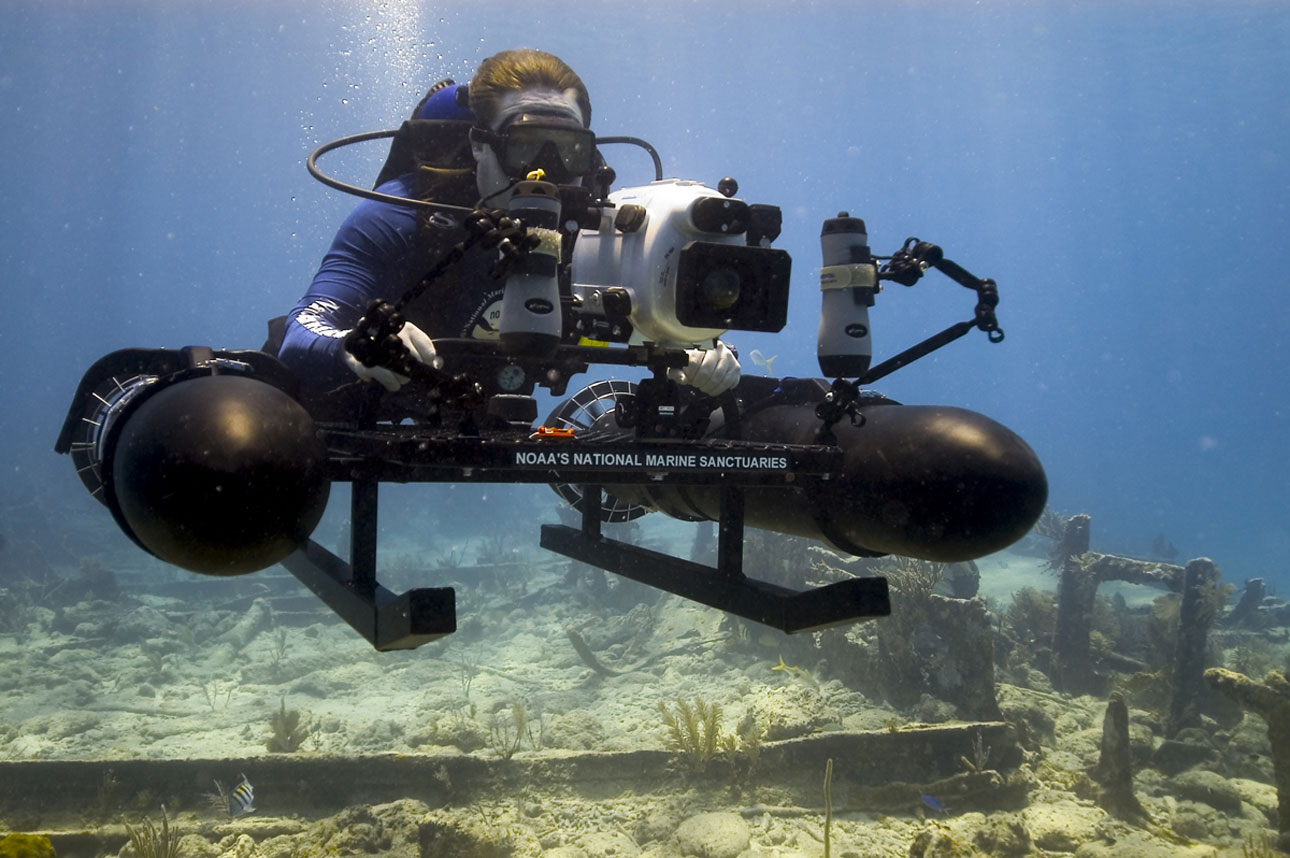
Un arqueólogo subacuático del NOOA realizando trabajos de documentación en Florida.

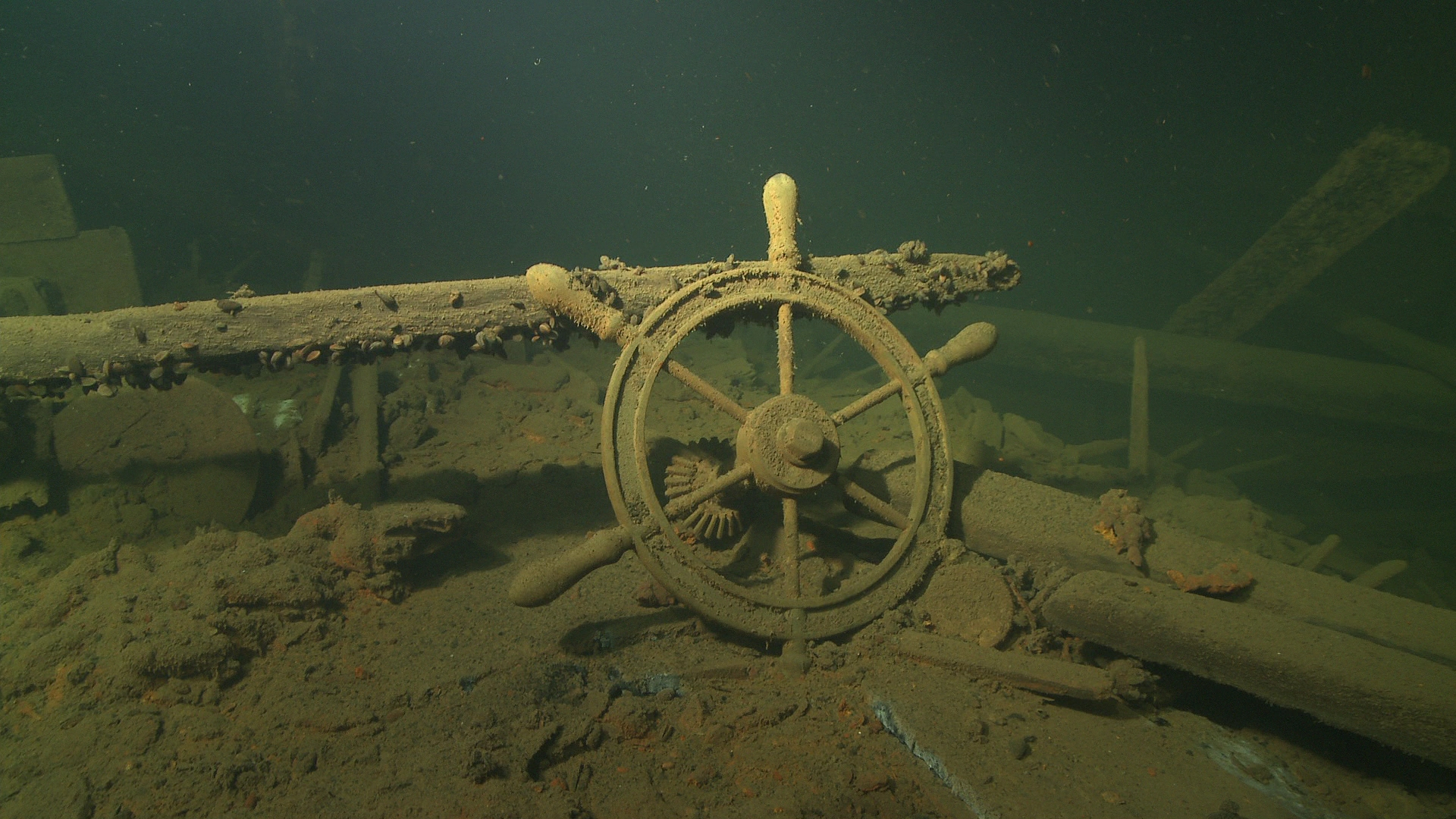
Restos de E. Russ en Estonia, considerado como un monumento nacional.

La arqueología es la ciencia que se encarga del estudio de las estructuras históricas, económicas y sociales del pasado a través de la recopilación y la investigación de los elementos de cultura material, fruto de la actividad pretérita de una sociedad.
La actividad arqueológica bajo el agua ha recibido diversos nombres a lo largo del tiempo: hidroarqueología, acqueologia, arqueología marina, arqueología submarina y arqueología subacuática.

## Opción actual
La comunidad de arqueólogos/as a nivel internacional consideran que cualquiera de los términos con respecto a este desarrollo de la modalidad restringe el trabajo. Por lo que lo importante es considerar que nunca seamos restrictivos y que el término pueda ser usado lo más global posible.
Arqueología marítima: es el estudio arqueológico del ser humano y su interacción con el mar, pudiendo incluir sitios no sumergidos pero relativos a actividades marítimas, tales como faros, construcciones portuarias o estaciones balleneras.
Arqueología marina: comprende el estudio arqueológico de restos materiales creados por el ser humano que han sido sumergidos en el medio (aguas saladas), como el caso de una aeronave.
Arqueología náutica: es el estudio arqueológico de los sistemas de navegación (barcos y los sistemas constructivos empleados en los mismos). Este concepto puede incluir sitios terrestres relacionados con embarcaciones o la construcción de las mismas (incluyendo los cementerios de barcos), restos de pecios que aparezcan en el medio terrestre y artilleros.

## Diferencias con la arqueología terrestre
El medio:
- Natural, aguas de mares, océanos, lagos, ríos, arroyos, pantanos, marismas, cuevas, cenotes.
- Artificial, embalses, canales, diques, pozos.

Conservación:
- Mejores condiciones del estado de conservación.
- Equilibrio con el medio después de transcurrido un tiempo.
- Duración temporal tras adaptación al medio.

Deterioro:
- Procesos químicos y biológicos propios del medio.
- Cambios en la estabilidad del material al cambiar las condiciones del medio.

Equipamiento de trabajo:
- Orientado a salvar la condición del medio.[1]

## Aparición
La aparición de la arqueología subacuática como modalidad de las ciencias arqueológicas, es el resultado, como se verá, del desarrollo combinado de historia arqueológica, ciencias y tecnología.
La arqueología subacuática se ha erigido como una disciplina fascinante en el ámbito de la investigación arqueológica. Sus inicios se remontan al siglo XIX, cuando el desarrollo de la tecnología de buceo permitió a los arqueólogos explorar y estudiar los tesoros ocultos en los fondos marinos y de ríos. Desde entonces, ha surgido como un campo especializado que se encarga de investigar, proteger y preservar el patrimonio cultural sumergido.

## Periodo de gestación (1490a.C. – 1868)
Constituye el más largo de los periodos definidos para la historia de la arqueología subacuática. Se caracteriza por el desarrollo de todo tipo de artilugios para satisfacer uno de los más antiguos anhelos del ser humano: poder desplazarse por el fondo de las aguas.
Motivos:
- Económicos: obtención y aprovechamiento de los recursos que se desarrollan en el medio acuático para el consumo propio o para su comercialización.
- Militares: medio de defensa o ataque frente a un rival.
- Rescate: recuperación de los elementos hundidos de valor comercial.

Formas:
- Apnea, conteniendo la respiración (buceadores rodios, urinatores romanos, cachido, ama y funado japonesas, etc.)
- Mediante implementos que faciliten la respiración.

### Implementos rudimentarios

#### Tubo respirador (Snorkel)
Quizá pudo tratarse del primer y más básico elemento empleado por el hombre para respirar bajo el agua. Su empleo se realizó siempre en aguas someras. Las primeras referencias a su empleo se recogen vagamente en la obra del filósofo e historiador griego Aristóteles.
Su empleo era común entre los urinatores romanos, quienes los usaban con un flotador en su extremo distal. Así lo demuestran los escritos del historiador Plinio el Viejo, quien en su obra Historia naturalis, escrita en el año 77, describe su utilización con fines bélicos.
Jerónimo de Ayanz y Beaumont (1603), inventó un tubo simple con válvula de purga, uno doble con tubos conectados a fuelle superficial y una válvula de purga. Se atribuye también a su invención un tubo conectado a saco de piel.
Robert Fludd (1817), entrega datos sobre un rudimentario tubo respiratorio cuyo extremo terminal flotante tiene forma de embudo.
Manuel Gispert (1733), tubo respiratorio que permite comunicarse con la superficie.

#### Bolsa de aire (Estanque)
Consiste en un odre o recipiente, realizado por lo general con cuero de cabra, a modo de depósito de aire. Constituye, después del tubo respirador, la forma más básica de obtener aire en una inmersión. Sin embargo, al igual que el caso anterior, su uso con estos fines era muy limitado, dado que su capacidad para contener el aire respirable depende de la profundidad (a más de 6 metros la presión aplastaba totalmente la bolsa) y de la distancia (la distancias muy largas hacían que el aire viciado no permitiera alcanzar el objetivo).
Si bien pudieron usarse antes, las primeras muestras del uso de este implemento con fines de buceo se remontan al siglo XV a. C. cuando diversos bajorrelieves asirios y egipcios dejan ver el uso de estos instrumentos en actividades acuáticas.
- Bajorrelieve del palacio de Assurnasirpal: escena en la que se representa a un ejército cruzando un río.
- Bajorrelieve Deir-el Bahari (Tebas 1450 a. C.): exploradores submarinos al servicio de la faraona Hatshepsut.
- Palacio de Balawat (en bronce): se aprecia un grupo de nadadores bajo el agua provistos de odres de cerdo inflados para respirar.

#### Campana de buceo
Constituye uno de los artilugios más eficaces de cuantos fueron empleados desde época antigua para reconocimiento del fondo de mares y ríos, y la recuperación de los objetos que en ellos pudieran encontrarse de interés para el hombre.
Dado que su funcionamiento se basaba en un principio elemental de la física (la altura de la columna de agua al interior de la campana será proporcional a la presión ejercida por el aire comprimido de su interior), este ingenio sostenido desde una embarcación permitía la observación directa del fondo desde una altura prudencial y la salida de los buceadores de su interior por el tiempo que les permitiera el aire de sus pulmones, para volver nuevamente a respirar en el interior de la campana hasta que éste se viciara.
Las campanas podían ser construidas en madera, en cuyo caso requerían de gran cantidad de lastre para que pudieran hundirse, o metálicas, lo que les permitía alcanzar fácilmente la profundidad deseada. En el primero de los casos la estructura podía estar recubierta de cuero con el fin de impermeabilizar el interior. Por lo general eran transportadas por una embarcación desde la cual se arriaban o izaban a través de un conjunto de aparejos y poleas, lo que permitía posicionarlas en un punto determinado o efectuaban por arrastre las inspecciones del lecho, aunque algunos modelos presentaron ingenios para resolver el problema del desplazamiento horizontal bajo el agua (por ejemplo la campana de Santander).
Lebeta griega. Las primeras referencias al uso de este ingenio se remontan al siglo IV a. C. cuando el filósofo griego Aristóteles (284-322 a. C.) recoge en su obra Problemata (360 a. C.) la hazaña protagonizada por Alejandro Magno al sumergirse en el Mediterráneo durante el sitio de Tiro (332 a. C.).
Campana de Guillermo de Lorena (1531). Descrita en la Architectura militare de Francisco de Marchi, quien la empleó para intentar rescatar los barcos del emperador romano Calígula del lago Nemi.
Campana de José Bono (1582). Diseño de campana en bronce con la que el siciliano obtuvo en 1582 licencia real del monarca español Felipe II para bucear las costas de sus reinos (incluidas las Indias), a cambio de la décima parte de lo extraído.
Campana de Buonaiuto Lorini (1597) de reducidas dimensiones con forma rectangular y realizada en madera con refuerzos metálicos que convenientemente lastrada permitía al buzo visualizar el fondo a través de unas ventanas rectangulares con cristales reforzados.
Campana de Francisco Núñez Melian (1626) campana de bronce fundida en La Habana empleada en 1626 para la recuperación de los tesoros perdidos con el hundimiento de los galeones Nuestra Señora de Atocha y Santa Margarita, ocurridos en la península de la Florida en 1622. Su diseño permitía que el rescatista fuera sentado en el interior mientras la campana era arrastrada desde la superficie por un barco de apoyo, de forma que el buzo podía reconocer el fondo sin esfuerzo alguno.
Campana de Francisco Koslero (1644) estructura recubierta de piel de vaca impermeabilizada.
Campana de Edmund Halley (1690). Campana de madera forrada de plomo convenientemente distribuido para permitir su hundimiento y evitar posibles volcamientos durante la inmersión. Con forma troncocónica. En la parte superior disponía de un vidrio para facilitar el acceso de luz al interior, mientras que en la parte inferior una plataforma, separada un metro del acceso a la campana, quedaba suspendida de tres cuerdas con un peso en cada extremo de cincuenta kilos para mantenerla fija en el fondo o suspendida del mismo. Su innovación frente a anteriores campanas estuvo en dotar de un sistema rudimentario de alimentación de aire al interior de la misma.
Siglo XVII
Con posterioridad a Halley, las campanas empleadas no supusieron más que una continuidad en construcción.
Siglo XIX
A partir de 1812 James Rennie, tomando como base la campana de Smeaton, extiende el concepto actual de campana de buceo para trabajos de ingeniería. Su campana de hierro fundido y gran dimensión suspendida desde una estructura metálica móvil estaba conectada a través de una manguera a una bomba de presión que llenaba la estructura de aire hasta el punto en que los buzos en su interior trabajaba en seco. El aire sobrante se escapaba por la faldilla de la campana y en su interior siempre se contaba con aire fresco. Es el que se ha mantenido vigente hasta la actualidad.

### Implementos complejos

#### Los sistemas rígidos o acorazados de inmersión
Siguiendo la definición dada por Rodríguez-ivars (1987) podemos considerar dentro de este amplio grupo los equipos no propulsados, estancos, capaces de alcanzar ciertas profundidades sin verse afectados por la presión exterior del agua y manteniendo la presión atmosférica en su interior.
Trajes articulados o rígidos, equipos capaces de albergar al operador manteniéndolo en su interior a presión atmosférica. Sus características estructurales dotaran de cierto dinamismo al ocupante, de forma que este pueda manipular objetos bajo el agua. El desarrollo y la implementación tecnológica al interior, permitiera con el tiempo mayor eficacia en sus funciones y comodidad del operador.
Equipo de Lethbridge (1715), constituye la primera referencia a este tipo de implementos acuáticos. Se trata de un ingenioso sistema diseñado por este carpintero británico, conformado por un contenedor de madera de 1,80m de longitud y o,75 de diámetro en la parte superior y la mitad en la parte inferior, lo que confería un aspecto troncocónico al equipo. Dos orificios permitían la salida de los brazos a fin de que estos pudieran operar bajo el agua.
El equipo se operaba desde una embarcación en superficie pendiendo de un cabo o cadena que anclado en aquella, y su inventor afirma haber alcanzado con dificultad los 22m de profundidad empleando el equipo para rescatar naufragios en Plymouth, islas maderas, las indias y en el cabo de buena esperanza. Su limitante era la renovación del aire respirable, al que obligaba a realizar ascensiones obligadas cada media hora.
Equipo de Rowe (1727), de característica muy parecidas al de Lethbridge, pues se trata de un contenedor troncocónico en madera con orificios para piernas y brazos, y una mirilla de vidrio para observar bajo el agua, constituye junto con aquel los 2 ejemplos más importantes del siglo XVIII. Al igual que el original, no disponía de sistema alguno que permitiera la renovación de aire. No debió ser muy eficaz contra la presión.
Equipo de Jules le Batteaux (1853), sencillo prototipo consistente en un tonel de madera con orificios perforafo para la extremidades superiores que se cubrían con manguitos de cuero, u tragaluces que hacían posible la visibilidad bajo el agua. Al igual que en los casos anterior, se operaba suspendiendo desde una embarcación en superficie mediante cuerdas o cadenas.
Equipo de Philips (1856), equipo articulado de origen americano que supone un adelanto con respecto a los modelos predecesores: si bien todavía conserva una línea estructural cilíndrica, por primera vez se incorporan características para adaptarse a la configuración del cuerpo.
Dispone de un sistema independiente de ajuste o control de la flotabilidad mediante un globo. Incorpora una doble manguera para proveer de aire a presión atmosférica al ocupante. Opera suspendido desde una embarcación en superficie mediante una cadena.
Equipo de Lafayette (1875), modelo metálico de origen americano que toma como referencia el equipo de buceo de Siebe Gorman. Al igual que el de su compatriota precursor Philips, dispone de un sistema para renovación de aire (dos tuberías rígidas que permiten la entrada y salida del mismo), lo que permitía mayor tiempo de permanencia.
Sin embargo, su estructura rígida, que aguantaba bien la presión del agua a mayor profundidad que los anteriores diseños, no articulada le restaba eficacia al sistema que finalmente quedaba relegado a una simple cámara de observación.
Equipo de los hermanos Carmagnole (1882), la propuesta de estos hermanos marselleses constituye uno de los primeros equipos atmosféricos de operación submarina. Su diseño incluía un sistema de articulación basado en el principio de las juntas de amortiguación por aire. El único prototipo fabricado, conservado en el museo de la Marina en París, no superó las pruebas de impermeabilidad, el agua entró en el interior y el proyecto fue abandonado.
Equipo de Alexander Gordon (1896), el equipo de este inventor australiano, patentado en España, tomó como referencia la escafandra de buceo. Estaba compuesto de una parte rígida, el tronco, y la movilidad era posible gracias a que las extremidades eran flexibles. Traía comunicación con la superficie.
Equipo de J.S. Peress (1924), el modelo ideado por este ingeniero inglés se erige en el precursor de los sistemas actuales de equipos acorazados de buceo atmosférico. Fue creado tras la I Guerra Mundial empleando el sistema de juntas a base de bolas y cajera para los apéndices. Con posterioridad, este diseño fue mejorado en una segunda versión creada en 1930 a petición de unas empresas de salvamento marítimo y su funcionamiento fue tan bueno que paso a conocerse como JIM. Con él se realizó el reconocimiento y la identificación del buque Lusitania en 1935, hundido en Irlanda, llegando hasta los 150 metros de profundidad. Con posterioridad a la II Guerra Mundial se recuperó para ser usado en plataformas petroleras.
Cámaras de observación submarina, equipo de inmersión que, al igual que el anterior, mantiene al operador a la misma presión atmosférica independiente de la profundidad a la que se encuentre.
Cámara de Davis (1912), sobre la base de los diseños rudimentarios de Lethbridge y Le batteaux, Hr. Davis creó la primera de las cámaras de observación consistente en un receptáculo cilíndrico de acero en cuyo interior el ocupante puede permanecer de pie o sentado respirando aire alimentado desde la superficie mediante mangueas o por un sistema cerrado de aire.
Batisferas y bentoscopios, equipo sumergible en forma de esfera, fabricada en acero, dotada de una mirilla de vidrio reforzado que una vez cerrada queda sellada perfectamente y permite alcanzar grandes profundidades. Al igual que la cámara o torres de observación, solo puede emplearse para el reconocimiento del fondo.
Batisfera de William Beebe y Otis Barton (1912), equipo sumergible en forma de esfera, fabricada en acero de 1,44 m de diámetro y paredes de 38 mm de espesor, dotada de una mirilla.
Cámaras de rescate para dotaciones de submarinos hundidos, creadas únicamente con fines de rescate de tripulaciones de submarinos hundidos. El precedente se encuentra en el prototipo de Allen McCan (armada norteamericana)

#### El traje de buceo
Se entiende por traje un protector corporal confeccionado en diferentes materiales empleado junto a un conjunto de accesorios para permanecer y moverse bajo el agua durante un tiempo determinado (condicionado por las propias características del traje y sus accesorios).
Los accesorios permitirían la visión bajo el agua y la obtención del aire necesario.
Diego de Ufano (1613); este capitán de artillería español constituye uno de los primeros inventores del traje de buceo necesario para el rescate de elementos bajo el mar. Se trata de un atuendo de piel de cabra sobre la que se coloca una especie de chaquetilla con capuchón largo en forma de manguera conectado a la superficie por un flotador para impedir su hundimiento. Dicho capuchón puede que esté inspirado en el modelo inventado con anterioridad por Vegetius (1511).
Pedro de Ledesma (1623); secretario del rey en el consejo de Indias desde 1603 en su colección de grabados deja testimonio de su invento para bajar al fondo del mar entre 16 y 25 brazas (entre 27 y 42 metros) de profundidad.
Giovanni Alfonso Borelli (1679), el traje de Borelli perfectamente podría constituir uno de los precedentes del traje escafandra de Siebe, de no ser por la escasa efectividad de su diseño desde el punto de vista de resolver los problemas de presión que afectan al usuario del mismo cuando este gana profundidad. El traje de cuero que recubría el cuerpo completo del buzo estaba coronado por un caso de gran diámetro realizado en cobre o estaño con una mirilla de cristal al frente y un sistema de tubos que permitían la respiración del aire a presión atmosférica: el casco incorporaba un tubo que externamente y de lado a lado del caso, hacía pasar el aire por el mismo en el erróneo entendido de que el agua fría purificaría el aire.
Alejando Durant (1720), se trata de un traje completo con cobertor en la cabeza que dispone de 2 tubos flexibles para respirar – uno conectado a un doble fuelle con el que se hace llegar aire al buzo, y el otro que saca el aire por el lado contrario – anteojos de vidrio para permitir la visión bajo el agua, y un orificio por el que se puede respirar durante el proceso de puesta del traje, el cual queda sellado antes de la inmersión.
Para ganar profundidad, el traje disponía de un cinturón de lastre basado en taleguillas de plomo del que el buzo podía desprenderse en el momento en que se debía subir a la superficie. Durant afirmaba que con este ingenio se podía alcanzar las 12 brazas (20m o más).
Fréminet (1772); este inventor francés publicó y experimentó en diversas ocasiones frente a numerosos testigos un traje consistente en un cuerpo de cuero y casco de cobre que envolvía herméticamente al buzo a modo de depósito del aire que el mismo respiraba. El casco disponía de 2 aberturas a las que se conectaban sendas mangueras flexibles: la primera, de entrada, directa a la boca para la toma del aire respirable; y la segunda de salida, en la parte superior de la cabeza para la evacuación del gas viciado.
Traje anónimo. En el museo de Raahe, Finlandia, se conserva un ejemplar de traje de buceo que los expertos atribuyen a fines del siglo XVIII. Se trata de un atuendo monopieza confeccionado en cuero cosido en sus partes con costuras reforzadas y tirantes, selladas con brea, desde cuya parte superior el gorro cónico permitía la visión del exterior mediante tres orificios cerrados con vidrio, y la respiración se realizaba a través de la conexión existente en la parte posterior del cuello hacia un sistema de alimentación rudimentario (que debía conceder poca maniobrabilidad al buzo) compuesto de tramos de manguera de cuero y tuberías rígidas de madera.
Klingert (1797). Este ingenioso alemán de fines del siglo ideó un traje estanco compuesto de un casco protector corporal metálicos unidos por una prenda interior.
Frederic Von Drieberg (1808); ingenioso mecanismo por el cual se alimentaba el buzo de aire. Conformado por un arnés metálico colocado a la espalda del buzo sobre el que se sostenía un saco estanco conectado a un doble fuelle que, a su vez, era activado por los movimientos de la cabeza del buzo al está conectado por una varilla a una especie de corona.
Augustus Siebe (1819-1837); este inventor alemán emigrado a Inglaterra en 1816 fue contactado en 1830 por los hermanos John y Charles Dean para que perfeccionara el casco de buceo que primero habían concebido en 1823 para proteger à los bomberos de los humos de incendio y que ellos mismos utilizaban para el buceo desde 1825. Siebe ideó pues en 1830 un primer traje de buceo con casco consistente en una escafandra unida a una chaquetilla de medio cuerpo (hasta la cintura), por donde salía libremente el aire respirado. La alimentación de aire se realizaba desde la superficie mediante el empleo de una bomba que hacía llegar el aire hasta la escafandra. En esta clase de escafandra el buzo no debía perder la posición vertical o su casco se llenaba de agua. Hubo otros cascos abiertos de este tipo, por ejemplo el del estadounidense Norcross (1834), alimentado en aire por una bomba de dos cilindros. Para resolver el problema de la posición vertical y para que el buzo pudiera moverse sin correr ningún peligro, Siebe concibió en 1837 un modelo perfeccionado en el que un traje de lona cauchutada cubría completamente el cuerpo del buzo, lo que permitió que buzos de su compañía, la Siebe Gorman Ltd., pudieran rescatar los restos del HMS Royal George, buque de guerra hundido en 1782. Además, al estar en contacto con aire y no con el agua del mar, el buzo estaba mucho mejor protegido del frío y de la pérdida de calorías.
Rouquayrol-Denayrouze (1864); aunque el equipo de Siebe constituye el punto de inicio de un nuevo periodo en la historia del buceo y, por ende, de la arqueología subacuática, dado que a partir del uso de la escafandra se hace extensible la actividad bajo el agua, el ingenio humano sigue produciendo con el fin de incorporar mejoras a los sistemas en uso.
De esta forma, el peligro que constituye el corte del rudimentario sistema de alimentación de aire hizo que se buscaran nuevas soluciones. Estas vinieron de la mano de dos inventores franceses: el ingeniero en minas Benoit Rouquayrol y el teniente de navío Auguste Denayrouze, quienes incorporaron un pequeño depósito de aire que funcionaba a modo de acumulador para poder respirar en el caso de que por accidente se cortara el suministro directo.
El depósito disponía de una válvula o regulador que actuaba por demanda, entregando aire a la misma presión ambiental, según la profundidad. Todo el conjunto, depósito y válvula, era transportado por el buzo en su espalda. Siendo respirado el aire a través de una boquilla que el buzo insertaba en su boca manteniéndola sujeta con los dientes. Este sistema no tuvo el éxito esperado pues las reservas de aire comprimido eran muy limitadas en el siglo XIX, pero en 1943, con botellas modernas de aire comprimido, Émile Gagnan y Jacques-Yves Cousteau aplicaron el mismo sistema de regulador e inventaron de este modo el regulador moderno.

### Implementos combinados

#### Los sistemas de rescate
Los problemas asociados a la carrera de Indias implicó que desde el siglo XVI se idearan fórmulas para solucionar el problema del rescate de barcos hundidos (partes estructurales y cargamento).
En el cumplimiento de este fin no siempre fueron útiles por sí solos los sistemas de buceo analizados con anterioridad, sino que en muchas ocasiones se necesitaron utilizar de forma combinada con sistemas de mayor alcance esto hacia que el buceo con este fin fuera una actividad complementaria a otros trabajos que se desarrollaban desde la superficie.
Pedro de Ledesma (1623), un montón de ejemplos de levantamiento y rescate de restos náufragos.
Jorge Bosch (1778), máquina para el rescate de navíos hundidos.
Hasta la aparición de un sistema de buceo libre en el agua, autonomía y escafandra.

## Periodo de especulación (1868 – 1960)
La llegada de la escafandra en el siglo XIX constituye un precedente importantísimo para el desarrollo de la arqueología subacuática pues abre las puertas de mares y ríos a un mayor número de personas que, lejos de utilizar este avance tecnológico con fines recreativos empiezan a descubrir los innumerables secretos históricos que albergan las aguas.

### Los campos de ánforas y la recuperación de artefactos subacuáticos
El Mediterráneo, el denominado por los romanos Mare Nostrum, es la cuna de la arqueología subacuática.
Los primeros restos hallados, fruto de incorporar la escafandra a la antigua y tradicional actividad de la pesca de esponjas en el Egeo (1868), fueron identificados como campos de ánforas (cargamentos de grandes recipientes de almacenaje en embarcaciones cuya estructura quedaba oculta). De la mayoría de estos yacimientos se recuperaron ciertos objetos por parte de sus descubridores, para reutilizarlos o venderlos.
Otros yacimientos, como el de Anticitera (1900) y el del Mahdia (1907, trabajado por Cousteau en 1948), fueron rescatados parcialmente por el Servicio de Arqueología de Grecia (solo Anticitera).
Anticitera:
- Hallado fortuitamente en 1900 y trabajado entre 1900 y 1901.
- Se trataba de un barco comercial, posiblemente romano, correspondiente al siglo I a. C. Cargado con gran cantidad de esculturas griegas en bronce y mármol, además de cerámica de mesa, común, vidrio y otros elementos menores. Entre los hallazgos importantes destaca el primer sistema de engranajes conocido, un aparato empleado para calcular el calendario solar y lunar.
- Por el cargamento se deduce su posible origen de Asia Menor, no de Grecia continental.
- El pecio se encuentra a 60 metros de profundidad y en pendiente, lo que dificultó enormemente el buceo y la recuperación de elementos.
- Constituye el primer yacimiento arqueológico trabajado con el fin de recuperar sus bienes sin fines comerciales. Además, constituye el primer yacimiento arqueológico trabajado por los griegos sin ayuda exterior.
- Bajo la línea de flotación, el pecio era de olmo, especie arbórea propia de la zona central de Italia. Los barcos griegos empleaban en su construcción madero de pino (de Samos o de Alepo).

La aparición con posterioridad a la Segunda Guerra Mundial de centros de buceo en los que se usaba el equipo de inmersión autónomo inventado en 1943 por Jacques Yves Cousteau y Emile Gagnan, generaron una avalancha de saqueo y destrucción que los organismos oficiales de los territorios más afectados (los litorales de Grecia, Italia y el sur de Francia, principalmente), se vieron impedidos de evitar. Fruto de esta situación, en estos otros contextos se despierta el interés por la recuperación de bienes culturales sumergidos, generalmente fruto del hallazgo fortuito de sitios arqueológicos.
Pecio de Albenga (1950)
- Pecio hallado en la localidad homónima de la Liguria Italiana.
- Fue trabajado en 1950 por el profesor. Nino Lamboglia, miembro de gobierno italiano, pero sin la participación de arqueólogos en el proceso de excavación.
- Se trata de un pecio romano correspondiente al siglo I a. C. con un cargamento de ánforas (10̼ d000 aprox.) que podía haber desplazado entre 450 y 500 Tn.
- El cargamento fue recuperado solo por buzos, sin que hubiera un control de la extracción del material desde el fondo.
- Lamboglia intentó que los buzos realizaran mapas de las estructuras preocupándose principalmente del trabajo que debía recibir de forma adecuada el material recuperado (registro y tratamiento) y de la publicación final de los resultados.

Pecio de Grand Congloué (1952):
- Pecio romano hallado en Marsella con un gran cargamento de ánforas de vino, correspondientes al siglo II a. C. Los trabajos de recuperación se realizaron por parte de Jacques-Yves Cousteau en 1952 y se extendieron durante 5 años.
- De este yacimiento se extrajeron más de 200 Tn de material entre el cabe destacar 6.000 piezas de cerámica de barniz negro (campaniense) y ánforas entre otros.
- Al igual que en el caso de Albenga, tampoco se consideró el trabajo de arqueólogos en la excavación y recuperación del material, sin embargo se contó con la participación desde la superficie del arqueólogo Fernand Benoit, quien orientaba a los buzos de Cousteau en el proceso de recuperación del material.
- El trabajo de este sitio arqueológico conllevó muchos problemas de interpretación; al parecer se trata de un sitio complejo con dos pecios distanciados solo 80 o 100 m.

Pecio de Le Titan (1952):
- Pecio romano hallado en la Ile du Levant con un cargamento de ánforas intactas (más de 1000 aunque su número exacto nunca se supo dado que no llegó a concluirse el proyecto) a una profundidad de 27 m.
- Los trabajos de recuperación fueron llevados por el francés Philippe Tailiez en 1952.
- Si bien el proyecto no contó con la presencia de arqueólogo alguno, destacó por ser la intervención más sistemática de cuantas realizadas a la fecha.
- Por no contar el proyecto con el debido respaldo arqueológico el material extraído no fue nunca estudiado de manera adecuada acabándose la intervención con Tailez.

Pecio de Yassi Ada (1958):
- Pecio bizantino con un cargamento de ánforas del siglo VII. Hallado por Peter Thockmorton en la isla homónima, frente a la ciudad turca de Bodrum (la antigua Halicarnaso).
- Los trabajos de recuperación no contaron con dirección arqueológica, pero Throckmorton incluyó en el equipo a Honor Frost, arqueóloga británica especializada en dibujo arqueológico.
- Los restos fueron finalmente conservados en el Museo de Arqueología Subacuática de Bodrum.
- El pecio se halla a una profundidad de entre 40 y 50 m.

## Periodo de Consolidación (desde 1960)

### Los yacimientos experimentales: el inicio de la arqueología subacuática
Pecio de Kelidonia (1960):
- Pecio hallado por Peter Throckmorton a fines de los años 50 en el cabo Kelidonia, al sur de Anatolia.
- Constituye el primer yacimiento trabajado con metodología arqueológica, dado que el equipo de intervención estaba constituido por buzos y arqueólogos: George Bass y Honor Frost.
- En el momento de su excavación, se trataba del pecio más antiguo hallado hasta la fecha: barco fenicio del siglo XIII a. C.
- El cargamento estaba constituido por lingotes de bronce del tipo “cuero de buey” junto a los cuales se encontraron otros mal formados y se pudo registrar el sistema de estiba (especie de cama vegetal para evitar que el roce del cargamento perjudicara la estructura del barco).

El Vasa, pecio correspondiente a un buque de línea sueco (1628). Trabajos de excavación y recuperación se llevaron a cabo en 1961.
Pecios vikingos de Roskilde (1962), los primeros barcos vikingos (5) correspondientes al siglo XI. Constituyen los primeros intentos de recuperar y conservar un bien histórico sumergido en agua con el fin de tener información sobre técnicas constructivas y vida a bordo.
El Vasa se trató con baños de polietilenglicol durante 18 años y luego se hizo un museo muy cerca del lugar de su naufragio donde se encuentra la estructura del barco y todo el material que se encontró en la misma.
Los pecios vikingos contaron con procedimientos similares y su posterior musealización.
Los trabajos de George Bass en el Mediterráneo oriental se convierten en la cantera de formación de futuros profesionales que posteriormente dirigirán sus excavaciones en otros puntos geográficos.
Se desarrollan e incorporan nuevas técnicas propias o procedentes de otras disciplinas, para la localización y el registro de sitios arqueológicos bajo el agua (fotografía, vídeo referenciado, fotogrametría, teledetección, etc.).
Asimismo, se incrementan las publicaciones especializadas en el área. Al hoy ya clásico libro Underwater Archaeology que publicara George Bass en 1966, le han seguido otros compendios que han recogido y actualizado información histórica y nuevas técnicas sobre la base de un cada vez mayor número de sitios estudiados.
El creciente interés por el patrimonio sumergido empieza a generar demandas de los cada vez más numerosos profesionales abocados a su estudio y preservación.
En el II Congreso Internacional de Arqueología Submarina celebrado en Albenga, se establece por primera vez la necesidad de cumplir con los siguientes aspectos:
- Crear un comité permanente que coordinase la realización de una carta arqueológica del Mediterráneo.
- Dotar a la arqueología subacuática de los medios técnicos y humanos necesarios para su desarrollo.
- Crear centros donde se experimentasen tratamientos para el material saturado en agua extraído de las excavaciones.